# Kasoor
Kasoor (tj. Wina) to bollywoodzki thriller z 2001 roku wyreżyserowany przez Vikram Bhatta (Raaz, Ghulam, Elaan). W rolach głównych Lisa Ray i Aftab Shivdasani. Film jest produkcją rodzinną (producent - Mukesh Bhatt i autor scenariusza Mahesh Bhatt to wujowie reżysera, jego ojciec Pravin Bhatt jest autorem zdjęć). Inspiracją dla filmu był hollywoodzki thriller – Jagged Edge (1985). Zbrodnia, kara. Namiętność i manipulacja. Dramatyzm relacji adwokat – klient, obrońca – zagrożony, która przemienia się w relację uczuć mężczyzny i kobiety

## Fabuła
Shekhar Saxena (Aftab Shivdasani) zostaje oskarżony o wyjątkowo bestialski mord na własnej żonie. Prowadzącemu śledztwo (Ashutosh Rana) podejrzanym wydaje się być fakt, że Shekhar po śmierci żony dziedziczy całą jej fortunę. Za życia kontrolowana przez nią.  Chciwość jako motyw zbrodni. Bojąc się wyroku śmierci Shekhar wynajmuje świetnego adwokata Simran Bhargav (Lisa Ray). Simran podejmując się tej sprawy stawia dwa warunki. Rezygnuje z obrony, jeśli przekona się, że Shekhar jest winny zbrodni lub jeśli jej klient ją okłamie. Wkrótce piękna pani adwokat traci jednak kontrolę nad sytuacją zakochując się w intrygującym, tajemniczym Shekharze.

## Obsada
- Divya Dutta jako Priti Saxena
- Apuurva Agnihotri jako Amit
- Aftab Shivdasani jako Shekhar Saxena
- Lisa Ray jako Simran Bhargav
- Irrfan Khan jako prokurator
- Vishwajeet Pradhan jako Jimmy
- Ashutosh Rana jako Inspektor Lokhande

## Piosenki
- Kitni Bechain Hoke   (śpiew - Alka Yagnik, Udit Narayan)
- Zindagi Ban Gaye Ho Tum (śpiew - Alka Yagnik, Udit Narayan)
- Mohabbat Ho Na Jay (śpiew - Alka Yagnik, Kumar
- Koi To Saathi Chahiye (Kumar Sanu)
- Koi To Saathi Chahiye (Alka Yagnik)
- Kal Raat Ho Gayee  (Kumar Sanu, Alka Yagnik)
- Kitni Bechain Hoke (na ekranie Aftab i Lisa)